# Terapon theraps
Terapon theraps är en fiskart som beskrevs av Cuvier 1829. Terapon theraps ingår i släktet Terapon och familjen Terapontidae. IUCN kategoriserar arten globalt som livskraftig. Inga underarter finns listade i Catalogue of Life.